# 北灘町大須
北灘町大須（きたなだちょうおおず）は、徳島県鳴門市の大字。郵便番号は771-0377。

## 地理
鳴門市の北西部に位置。東は北灘町折野に接し、西は北灘町碁浦・香川県東かがわ市坂元に接し、北は瀬戸内海に面する。およそ農漁業兼業地域。東・西・南の三方を山に囲まれ、大須川と平尾谷川がほぼ北流し、川に沿ってわずかな平野部があり集落がある。
大須川の西の山裾に大須神社がある。海岸に沿って国道11号が通り、讃岐山脈のなかをJR高徳線と板野郡板野町に通じる徳島県道・香川県道1号徳島引田線（旧讃岐街道）が通る。

### 地形
- 山：大麻山
- 川：大須川

### 小字
- 長浜
- 西添
- 東添
- 真谷

## 歴史
江戸期から1889年（明治22年）にかけては板東郡および板野郡の村であった。1664年（寛文4年）より板野郡に属す。1889年（明治22年）に同郡北灘村の大字となった。1956年（昭和31年）9月より現在の鳴門市の字名となる。

## 世帯数と人口
2022年（令和4年）7月31日現在の世帯数と人口は以下の通りである。
| 町丁       | 世帯数 | 人口 |
| ---------- | ------ | ---- |
| 北灘町大須 | 26世帯 | 44人 |

## 小・中学校の学区
市立小・中学校に通う場合、学区は以下の通りとなる。
| 番地 | 小学校             | 中学校             |
| ---- | ------------------ | ------------------ |
| 全域 | 鳴門市立明神小学校 | 鳴門市立瀬戸中学校 |

## 施設
- うずしおロマンチック海道
- 大坂峠
- 大須神社

## 交通

### 道路
国道
- 国道11号

都道府県道
- 徳島県道・香川県道1号徳島引田線

### 路線バス
徳島バス
- 北灘県境